# 15335 Satoyukie
15335 Satoyukie eller 1993 UV är en asteroid i huvudbältet som upptäcktes den 23 oktober 1993 av den japanska astronomen Takao Kobayashi vid Ōizumi-observatoriet. Den är uppkallad efter Yukie Sato.
Asteroiden har en diameter på ungefär 4 kilometer och den tillhör asteroidgruppen Juno.